# Holton le Clay
Holton le Clay, även skrivet Holton Le Clay, är en ort och civil parish i Storbritannien.   Den ligger i grevskapet Lincolnshire och riksdelen England, i den sydöstra delen av landet, 220 km norr om huvudstaden London. Holton le Clay ligger 19 meter över havet och antalet invånare är 3 961.
Terrängen runt Holton le Clay är platt. Runt Holton le Clay är det ganska tätbefolkat, med 75 invånare per kvadratkilometer. Närmaste större samhälle är Cleethorpes, 6,5 km norr om Holton le Clay. Trakten runt Holton le Clay består till största delen av jordbruksmark.